# Euroobveznica (vanjska obveznica)
Euroobveznica, je međunarodna obveznica denominirana u valuti koja nije izvorna u zemlji u kojoj je izdana. Euroobveznice se također naziva vanjskim obveznicama Može se kategorizirati prema valuti u kojoj je izdana. London je jedan od centara tržišta euroobveznica, s tim da je Luksemburg glavni centar za popis tih instrumenata. Euro obveznicama se može trgovati diljem svijeta - primjerice u Singapuru ili Tokiju. Ne smije se miješati s tzv.  Europskim obveznicama, također zvanim euroobveznicama, predloženim obveznicama koje bi bile izdane u eurima a bile bi poduprene od strane svih zemalja Eurozone.
Euroobveznice se nazivaju prema valuti u kojoj su denominirane, na primjer, Euroyen i Eurodollar su obveznice denominirane u japanskim jenima i američkim dolarima. Euroobveznice su prvobitno bile u obliku obveznice na donositelja, plative donositelju i također su bile oslobođene poreza po odbitku. Banka je nositelju kupona plaćala dospjelu kamatu i obično se nije vodila službena evidencija. Riječ ''euro obveznica'' (engl.eurobond) skrojio je Julius Strauss.
Prve euroobveznice izdala je 1963. godine talijanska mreža autocesta Autostrade, koja je izdala 60.000 obveznica po cijeni od 250 USD za svaki petnaestogodišnji kredit od 15 milijuna USD, plaćajući godišnji kupon od 5,5%. Emisiju su organizirali londonski bankari grupe S. G. Warburg. i kotirale su na Luksemburškoj burzi. Allen & Overy, jedan od londonskih Magic Circle odvjetničkih društava, bili su odvjetnici na transakciji. Njihova je koncepcija uglavnom bila reakcija protiv uvođenja poreza za izravnanje kamata u SAD-u (riječ je o porezu kojim se oporezuje kupnja stranih vrijednosnica, kojeg je uveo Predsjednik John F. Kennedy kako bi američkim investitorima bilo manje profitabilno ulaganje u strane vrijednosne papire). Cilj poreza bio je smanjiti deficit platne bilance SAD-a smanjenjem američke potražnje za inozemnim vrijednosnim papirima. Pomoću Euroobveznica Amerikanci su mogli zaobići skupi porez, a Europljani su mogli zadržati otvoren pristup američkom kapitalu.
Većina euroobveznica sada su u "elektroničkom", a ne fizičkom obliku. Obveznice se drže i njima se trguje unutar jednog od clearing sustava (najčešći su Euroclear i Clearstream). Kuponi se plaćaju elektroničkim putem koristeći clearing sustave nositeljima euroobveznica (ili na njihovim računima).